# Retour à Tillary Street
Retour à Tillary Street (The Black Curtain) est un roman policier américain écrit par William Irish publié en 1941.

## Résumé
Après un léger incident dans une rue sordide, Frank Townsend rentre à la maison pour découvrir qu'il n'a pas été là depuis des années. Souffrant d'amnésie, accusé de meurtre, il est l'objet d'une poursuite impitoyable et doit se disculper pour retrouver la liberté que le temps lui a volé.

## Critique
Claude Mesplède dans le Dictionnaire des littératures policières estime que « au fil des pages le lecteur subit les affres d'un livre trépidant dont l’intrigue l'entraîne sans rémission jusqu'à un dénouement salvateur. Mais au-delà de la mécanique policière, Retour à Tillary Street met en avant l'obsédant motif identitaire. Le thème de l'amnésie a donné lieu à d'excellentes histoires mais son exploitation dans ce livre est sans conteste le plus habile ».

## Éditions en français
- Ditis, Détective-club Suisse no 4 (1945)
- Ditis, Détective-club France no 90 (1954)
- J'ai lu policier no 22 (1964)
- Néo, coll. « Le Miroir obscur » no 31 (1982)  (ISBN 2-7304-0117-2)
- Eurédif, coll. « Playboy » no 8 (1982)  (ISBN 2-7167-1172-0)
- Presses de la Cité, coll. « Omnibus » (1994)  (ISBN 2-258-03806-5) (dans Nuit noire, contient également Alibi noir, Une peur noire, Les Yeux de la nuit, Une étude en noir, Fenêtre sur cour et d'autres nouvelles) (préface de Jacques Baudou)
- réédité sous le titre Le Rideau noir, 10/18, coll. « Série Nuits blêmes » no 2018 (1989)  (ISBN 2-264-01374-5)[2]

## Adaptations

### Au cinéma
- 1942 : Street of Chance (en), film américain réalisé par Jack Hively, avec Burgess Meredith et Claire Trevor

### À la télévision
- 1962 : The Black Curtain, épisode 9 de la saison 1 de la série télévisée américaine Suspicion, réalisé par Sydney Pollack avec Richard Basehart et Lola Albright

## Source
- Claude Mesplède, Dictionnaire des littératures policières, vol. 2 : J - Z, Nantes, Joseph K, coll. « Temps noir », 2007, 1086 p. (ISBN 978-2-910-68645-1, OCLC 315873361) (notice Retour à Tillary Street).